# John Clanchy
John Clanchy, né en 1943 à Melbourne, est un écrivain australien, auteur de roman policier.

## Biographie
À partir de 1975, il travaille comme directeur de conseils académiques aux étudiants de l'Université nationale australienne. Il réside à Canberra.
En collaboration avec Mark Henshaw, il a fait paraître deux romans ayant pour héros le lieutenant de police Solomon Glass.

## Œuvre

### Romans
- Lie of the Land (1985)
- Homecoming (1989)
- Breaking Glass (1992)
- Hard Word (2002)
- Lessons from the Heart (2003)
- Vincenzo’s Garden (2005)
- Her Father’s Daughter (2008)
- Six (2014)

### Romans coécrits avec Mark Henshaw

#### SérieSolomon Glass
- If God Sleeps (1997) Publié en français sous le titre Si Dieu dort, Paris, Christian Bourgois éditeur, 2004  (ISBN 2-267-01728-8) ; réédition, Paris,  Gallimard, coll. « Folio policier » no 487, 2007  (ISBN 978-2-07-030663-3)
- And Hope To Die (2007) Publié en français sous le titre L'Ombre de la chute, Paris, Christian Bourgois éditeur, 2007  (ISBN 978-2-267-01954-4) ; réédition, Paris, Gallimard, coll. « Folio policier » no 569, 2009  (ISBN 978-2-07-036132-8)